# Снігач Андрій Прокопович
Снігач Андрій Прокопович (20 червня 1948, село Борозенське, тепер Бериславського району Херсонської області — 8 листопада 2009) — український політик, народний депутат України 2-го та 3-го скликань.Член ЦК КПРС у 1990—1991 роках.

## Біографія
Народився в родині робітника. З 1966 року працював помічником комбайнера, робітником радгоспу «Більшовицький наступ» Великоолександрівського району Херсонської області.
У 1967 році закінчив Каховську автошколу Херсонської області. У 1972 році закінчив Мелітопольський інститут механізації і електрифікації сільського господарства.
З серпня 1972 року — старший інженер-механік відділення № 2, з вересня 1975 по 1982 рік — секретар партійного комітету (парткому) радгоспу «Більшовицький наступ» Великоолександрівського району Херсонської області.
У 1982—1983 роках — завідувач сільськогосподарського відділу Великоолександрівського районного комітету КПУ Херсонської області.
З липня 1983 по 1985 рік — інструктор відділу організаціно-партійної роботи Херсонського обласного комітету КПУ. 
У 1985—1987 роках — 2-й секретар, у 1987—1991 роках — 1-й секретар Каховського міського комітету КПУ Херсонської області.
У 1989 році закінчив заочно Київську Вищу партійну школу при ЦК КПУ.
З 1993 року — 2-й секретар Херсонського обласного комітету КПУ, член ЦК КПУ.
У 1991—1994 роках — директор агроцентру «Таврія-Айова». З 1997 року — президент земляцтва «Херсонщина» у м. Києві. З 2005 року — президент Міжнародної громадської організації «Земляцтво Херсонщини».

## Освіта
- Мелітопольський інститут механізації і електрифікації сільського господарства (1967—1972) — інженер-механік;
- Вища партійна школа при ЦК КПУ (1989).

## Парламенська діяльність
- Народний депутат України 2 скликання з 04.1994 (2-й тур) до 04.1998, Великолепетиський виборчий округ № 399, Херсонська область. Заступник голови Комітету з питань регламенту, депутатської етики та забезпечення діяльності депутатів. Член фракції комуністів. На час виборів: директор агроцентру «Таврія-Айова»; член КПУ.

- Народний депутат України 3 скликання 03.1998-04.2002, виборчий округ № 186, Херсонська область. На час виборів: народний депутат України, член КПУ. Перший заступник голови Комітету з питань регламенту, депутатської етики та організації роботи ВР України (07.1998-02.2000, потім — член Комітету); член фракції КПУ (з 05.1998).